# Dikarbonyl titanocenu
Dikarbonyl titanocenu je anorganická sloučenina se vzorcem (η5-C5H5)2Ti(CO)2 (zkráceně Cp2Ti(CO)2), citlivá na přítomnost vzduchu, rozpustná v alifatických i aromatických rozpouštědlech.
Používá se při deoxygenacích sulfoxidů a redukcích a redukčních párováních aldehydů.

## Struktura a příprava
Cp2Ti(CO)2 se připravuje redukcí titanocendichloridu hořčíkem v atmosféře oxidu uhelnatého.
(C5H5)2TiCl2 + Mg + 2 CO → (C5H5)2Ti(CO)2 + MgCl2
Komplexy Cp2Ti(CO)2 i Cp2TiCl2 jsou tetraedrické, jelikož se jedná o sloučeniny podobné odpovídajícím komplexům zirkonia a hafnia.
Struktura komplexu byla zkoumána rentgenovou krystalografií.